# Margattea pseudolimbata
Margattea pseudolimbata es una especie de cucaracha del género Margattea, familia Ectobiidae. Fue descrita científicamente por Wang, Li, Wang & Che en 2014.
Habita en China.